# Charles Percier
Charles Percier (Parigi, 22 agosto 1764 – Parigi, 5 settembre 1838) è stato un architetto francese.
Collaborò con il collega Pierre-François-Léonard Fontaine a partire dal 1794, continuando uno sviluppo stilistico che avrebbe portato i due architetti a una notevole somiglianza formale, sfociata nello Stile Impero.
Intervenne nella costruzione di strutture di prestigio come il Museo del Louvre, il Palazzo delle Tuileries e all'Arc de Triomphe du Carrousel.